# Abdulla Hamad
Abdulla Hamad Mohamed Salmeen Al Menhali, meglio noto come Abdulla Hamad (in arabo عبد الله حمد محمد سليم المنهالي‎?; Abu Dhabi, 18 settembre 2001), è un calciatore emiratino, centrocampista dell'Al-Wahda e della nazionale emiratina.

## Carriera

### Club
Nato e cresciuto nella città di Abu Dhabi, Abdulla inizia a giocare a calcio nel settore giovanile dell'Al-Wahda. Il 19 dicembre 2019 fa il suo esordio nel calcio professionistico, sempre con la maglia dell'Al-Wahda, subentrando nella partita valida per la UAE Arabian Gulf League contro il Khor Fakkan.

### Nazionale
Abdulla ha vestito la maglia di tutte le sezioni giovanili della nazionale emiratina, dall'under-17 fino all'under-23. Nel ottobre 2019, viene convocato dalla nazionale emiratina under-20, ma riceve una squalifica di quattro giornate dalla stessa Federazione calcistica degli Emirati Arabi Uniti per la sua assenza ingiustificata dal ritiro della nazionale.
Il 2 settembre 2021 fa il suo esordio con la maglia della nazionale maggiore emiratina, giocando titolare nella partita finita per 0-0 contro il Libano,valida per le qualificazioni al Mondiale 2022 .
Nel dicembre 2023 viene inserito nella lista dei convocati per la Coppa d'Asia 2023.

## Statistiche

### Presenze e reti nei club
Statistiche aggiornate al 14 dicembre 2023.
| Stagione        | Squadra         | Campionato      | Campionato | Campionato | Coppe nazionali | Coppe nazionali | Coppe nazionali | Coppe continentali | Coppe continentali | Coppe continentali | Altre coppe | Altre coppe | Altre coppe | Totale | Totale |
| Stagione        | Squadra         | Comp            | Pres       | Reti       | Comp            | Pres            | Reti            | Comp               | Pres               | Reti               | Comp        | Pres        | Reti        | Pres   | Reti   |
| --------------- | --------------- | --------------- | ---------- | ---------- | --------------- | --------------- | --------------- | ------------------ | ------------------ | ------------------ | ----------- | ----------- | ----------- | ------ | ------ |
| 2019-2020       | Al-Wahda        | PL              | 1          | 0          | CEAU+CdL        | 0+2             | 0+0             | ACL                | 0                  | 0                  | -           | -           | -           | 3      | 0      |
| 2020-2021       | Al-Wahda        | PL              | 5          | 1          | CEAU+CdL        | 0+1             | 0+0             | ACL                | 0                  | 0                  | -           | -           | -           | 6      | 1      |
| 2021-2022       | Al-Wahda        | PL              | 11         | 0          | CEAU+CdL        | 1+0             | 0+0             | ACL                | 6                  | 0                  | -           | -           | -           | 18     | 0      |
| 2022-2023       | Al-Wahda        | PL              | 25         | 2          | CEAU+CdL        | 0+2             | 0+0             | -                  | -                  | -                  | ACC         | 4           | 0           | 32     | 2      |
| 2023-2024       | Al-Wahda        | PL              | 5          | 0          | CEAU+CdL        | 0+0             | 0+0             | -                  | -                  | -                  | -           | -           | -           | 5      | 0      |
| Totale Al Wahda | Totale Al Wahda | Totale Al Wahda | 47         | 2          |                 | 6               | 0               |                    | 6                  | 0                  |             | 4           | 0           | 63     | 2      |
| Totale carriera | Totale carriera | Totale carriera | 47         | 2          |                 | 6               | 0               |                    | 6                  | 0                  |             | 4           | 0           | 63     | 2      |

### Cronologia presenze e reti in nazionale
| Cronologia completa delle presenze e delle reti in nazionale ― Emirati Arabi Uniti | Cronologia completa delle presenze e delle reti in nazionale ― Emirati Arabi Uniti | Cronologia completa delle presenze e delle reti in nazionale ― Emirati Arabi Uniti | Cronologia completa delle presenze e delle reti in nazionale ― Emirati Arabi Uniti | Cronologia completa delle presenze e delle reti in nazionale ― Emirati Arabi Uniti | Cronologia completa delle presenze e delle reti in nazionale ― Emirati Arabi Uniti | Cronologia completa delle presenze e delle reti in nazionale ― Emirati Arabi Uniti | Cronologia completa delle presenze e delle reti in nazionale ― Emirati Arabi Uniti |
| Data                                                                               | Città                                                                              | In casa                                                                            | Risultato                                                                          | Ospiti                                                                             | Competizione                                                                       | Reti                                                                               | Note                                                                               |
| ---------------------------------------------------------------------------------- | ---------------------------------------------------------------------------------- | ---------------------------------------------------------------------------------- | ---------------------------------------------------------------------------------- | ---------------------------------------------------------------------------------- | ---------------------------------------------------------------------------------- | ---------------------------------------------------------------------------------- | ---------------------------------------------------------------------------------- |
| 02-09-2021                                                                         | Dubai                                                                              | Emirati Arabi Uniti                                                                | 1 – 0                                                                              | Libano                                                                             | Qual. Mondiali 2022                                                                | -                                                                                  | 69’                                                                                |
| 07-09-2021                                                                         | Amman                                                                              | Siria                                                                              | 1 – 1                                                                              | Emirati Arabi Uniti                                                                | Qual. Mondiali 2022                                                                | -                                                                                  | 83’                                                                                |
| 07-10-2021                                                                         | Dubai                                                                              | Emirati Arabi Uniti                                                                | 0 – 1                                                                              | Iran                                                                               | Qual. Mondiali 2022                                                                | -                                                                                  | 68’                                                                                |
| 12-10-2021                                                                         | Dubai                                                                              | Emirati Arabi Uniti                                                                | 2 – 2                                                                              | Iraq                                                                               | Qual. Mondiali 2022                                                                | -                                                                                  | 36’ 77’                                                                            |
| 29-05-2022                                                                         | Dubai                                                                              | Emirati Arabi Uniti                                                                | 1 – 1                                                                              | Gambia                                                                             | Amichevole                                                                         | -                                                                                  |                                                                                    |
| 07-06-2022                                                                         | Al Rayyan                                                                          | Emirati Arabi Uniti                                                                | 1 – 2                                                                              | Australia                                                                          | Qual. Mondiali 2022                                                                | -                                                                                  | 88’                                                                                |
| 16-11-2022                                                                         | Abu Dhabi                                                                          | Emirati Arabi Uniti                                                                | 0 – 5                                                                              | Argentina                                                                          | Amichevole                                                                         | -                                                                                  | 65’                                                                                |
| 25-03-2023                                                                         | Abu Dhabi                                                                          | Emirati Arabi Uniti                                                                | 0 – 0                                                                              | Tagikistan                                                                         | Amichevole                                                                         | -                                                                                  | 68’                                                                                |
| 28-03-2023                                                                         | Abu Dhabi                                                                          | Emirati Arabi Uniti                                                                | 2 – 0                                                                              | Thailandia                                                                         | Amichevole                                                                         | -                                                                                  | 71’                                                                                |
| 23-12-2023                                                                         | Abu Dhabi                                                                          | Emirati Arabi Uniti                                                                | 1 – 0                                                                              | Kirghizistan                                                                       | Amichevole                                                                         | -                                                                                  | 46’                                                                                |
| 06-01-2024                                                                         | Abu Dhabi                                                                          | Emirati Arabi Uniti                                                                | 0 – 1                                                                              | Oman                                                                               | Amichevole                                                                         | -                                                                                  | 36’                                                                                |
| Totale                                                                             |                                                                                    | Presenze                                                                           | 11                                                                                 |                                                                                    | Reti                                                                               | 0                                                                                  |                                                                                    |